# Versnelde wind
Een versnelde wind is een wind die ontstaat wanneer een luchtstroming door een dal stroomt, waardoor de stroombanen convergeren en de stroomsnelheid noodzakelijkerwijs toeneemt. 
Bekende voorbeelden van versnelde winden zijn de mistral, een stormachtige noordelijke wind in het Rhônedal, en de zuidpoolwervel die zich boven de Straat Drake tussen Antarctica en Zuid-Amerika perst met vaak orkaanachtige westelijke winden.